# جون غالاغير الثالث
جون غالاغير الثالث (بالإنجليزية: John Gallagher III)‏ هو عالم فلك أمريكي، ولد في 1947.